# Armoriale dei comuni del Päijät-Häme
Questa pagina contiene le armi (stemma e blasonatura) dei comuni finlandesi appartenenti alla regione del Päijät-Häme.
|  | Päijät-Häme Sinisessä kentässä vedenneito ja oikeassa yläkulmassa käki; kaikki kultaa. (d'azzurro, alla sirena d'oro, accompagnata nel canton destro del capo da un cucù dello stesso) |

## Comuni e città attuali
| Stemma | Nome del comune e blasonatura |
| ------ | --- |
|        | Artjärvi Sinisessä kentässä kultainen kuha, jonka alapuolella tyvessä sakarakoroinen, hopeinen muuri. (d'azzurro, al lucioperca d'oro, alla campagna merlata d'argento, murata irregolarmente di nero) |
|        | Asikkala Kilpi nelilohkoinen, hopea-punainen; kussakin kentässä vuorovärinen, kultaemiöinen viisilehtinen kukka. (inquartato in decusse d'argento e di rosso, accantonato da quattro cinquefoglie dell'uno nell'altro, bottonate d'oro) |
|        | Hartola Punaisessa kentässä ristikkäin kaksi palavaa soihtua ja niiden yläpuolella kruunu; kaikki kultaa paitsi soihtujen liekit hopeaa. (di rosso, a due torce d'oro, infiammate d'argento, poste in decusse, sormontate da una corona del secondo) |
|        | Heinola Punaisessa kentässä alainen, alapuoleltaan kaarikoroinen hopeahirsi, jonka päällä kävelee kultainen ilves, varukset siniset, korvatöyhdöt mustat. (di rosso, al ponte d'argento posto in fascia, sostenente una lince passante d'oro, unghiata e lampassata d'azzurro, con la punta delle orecchie di nero)                                                                                                 |
|        | Hollola Punaisessa kentässä kohtikatsova hirvenpää ja sen alapuolella ruiskuhilas; molemmat kultaa, saatteena viisi hopeista naularistiä, joista yksi hirvenpään yläpuolella ja kaksi päätunnuskuvien molemmin puolin. (di rosso, al covone di segale d'oro sormontato da un rincontro d'alce dello stesso, accompagnato da cinque crocette fitte d'argento, una posta in capo e due in ciascun fianco dello scudo) |
|        | Hämeenkoski Punaisessa kilvessä kaksi hopeapalkkia, joissa kummassakin kaksi mustaa kaateista polviortta; palkkien välissä kolme hopeista palkeittaista apilanlehteä. (di rosso, a due bande d'argento, ciascuna caricata da due scaglioni rovesciati di nero posti nel senso della pezza, accompagnate da tre trifogli d'argento posti e ordinati in banda fra le due)                                             |
|        | Kärkölä Punaisessa kentässä kolme hopeista, hirsittäistä havukirvestä alatusten. (di rosso, a tre asce per rami d'argento poste in fascia e ordinate in palo una sull'altra) |
|        | Lahti Hopeakentässä musta, seitsenpuolainen rautatievaunun pyörä; pyörän kehältä nousee jokaisen puolapuun kohdalta punainen liekki. (d'argento, alla ruota ferroviaria a sette raggi di nero, con sette fiamme di rosso uscenti da ogni raggio) |
|        | Nastola Punaisessa kilvessä hopeinen, naulakantainen ankkuriristi. (di rosso, alla croce ancorata e fitta d'argento) |
|        | Orimattila Punaisessa kentässä nouseva hevonen pidellen viikatetta; kaikki hopeaa. (di rosso, al cavallo spaventato d'argento nascente dalla punta e tenente una falce dello stesso) |
|        | Padasjoki Punaisessa kentässä pata, jonka alapuolella aaltokoroinen hirsi; kumpikin hopeaa. (di rosso, alla fascia abbassata ondata d'argento, sormontata da un calderone dello stesso) |
|        | Sysmä Mustassa kentässä nuolikotelo, jossa kolme nuolta; kaikki hopeaa; nuolikotelon keskellä punainen pienoiskilpi ja siinä pystyssä hopeapiilu. (di nero, alla faretra contenente tre frecce d'argento, caricata da uno scudetto di rosso all'accetta d'argento) |

## Municipalità disciolte e vecchie blasonature
| Stemma | Nome del comune e blasonatura |
| ------ | --- |
|        | Heinolan maalaiskunta Punaisessa kentässä paaluittain kaksi reenjalasta, joita yhdistää kaksi päällikkäistä poikkipuuta; kaikki hopeaa. (di rosso, a due pattini da slitta posti in palo e collegati da due traverse poste in fascia, il tutto d'argento) |